# Statua di Bafometto
La statua di Bafometto (Statue of Baphomet) è una scultura bronzea raffigurante Bafometto, un idolo pagano e simbolo dell'occulto. L'opera, commissionata dal Tempio Satanico (The Satanic Temple), venne inaugurata a Detroit nel 2015. Attualmente è esposta in una galleria d'arte di Salem, nel Massachusetts. Le petizioni firmate per esporre l'opera all'aperto sfociarono in dibattiti aventi come argomento la separazione tra stato e chiesa. La creazione della statua e la sua notorietà iniziale sono raccontate nel documentario Hail Satan? del 2019.

## Storia
Il Tempio Satanico iniziò una raccolta fondi su Indiegogo per erigere un monumento ritraente Bafometto con due bambini, da esporre presso il Campidoglio dell'Oklahoma. Gli sforzi della raccolta fondi del gruppo che miravano a erigere la statua erano una risposta al monumento ai Dieci Comandamenti installato dal rappresentante dell'Oklahoma Mike Ritze nel 2012. L'artista Mark Porter scolpì la statua in Florida basandosi sul disegno di Bafometto di Eliphas Lévi.

### Cerimonia di inaugurazione
L'opera venne mostrata in pubblico per la prima volta il 25 luglio 2015 a un evento realizzato dalla sezione di Detroit del Tempio Satanico, nonostante le proteste di molti religiosi: i 700 partecipanti alla cerimonia di inaugurazione dovettero "vendere la loro anima a Satana" per ricevere un biglietto e questa tattica venne messa in atto "per allontanare alcune delle persone più superstiziose che avrebbero provato a rovinare l'evento", secondo i rappresentanti del gruppo.
Un giornalista del Time notò che il gruppo non stava "promuovendo una fede in un Satana personale". Secondo la loro logica, Satana è un'astrazione, "una figura letteraria, non una divinità, che rappresenta lo scetticismo, colui che dice la verità in faccia al potere, anche pagando un prezzo personale". La cerimonia di inaugurazione venne definita "gotico libertaria" e una "permutazione più oscura della crociata di Ayn Rand per il libero arbitrio.

### Tentativi di collocazione

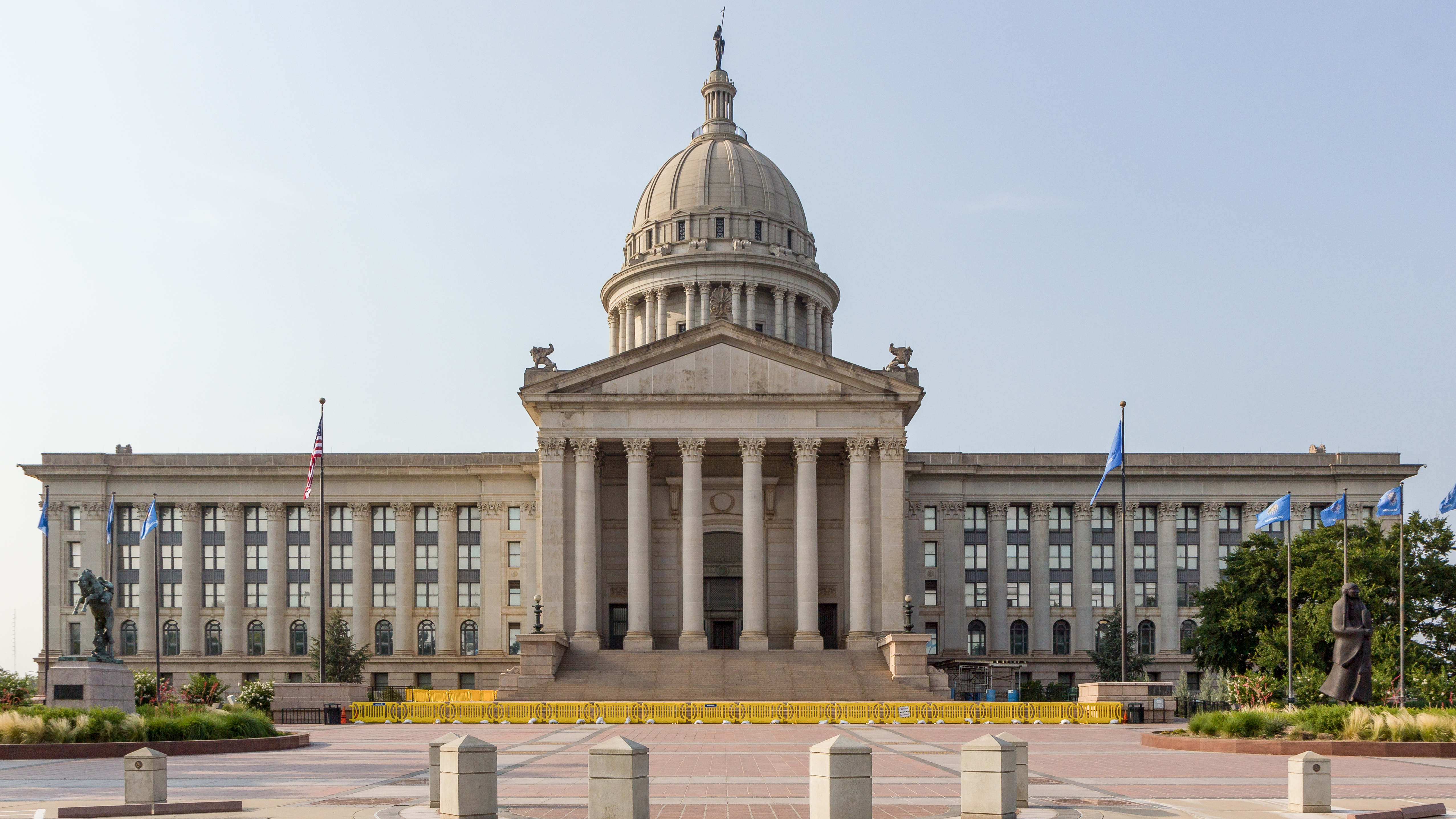
Il Campidoglio dell'Oklahoma, la destinazione iniziale dell'opera.

Originariamente commissionata per essere installata assieme al monumento ai Dieci Comandamenti al di fuori del Campidoglio oclaomense, il Tempio Satanico si offrì di esporre l'opera nella zona dell'edificio. Dopo che il monumento ai Dieci Comandamenti venne rimosso tramite un ordine della Corte Suprema (perché, secondo alcuni abitanti del luogo, violava la quinta sezione del secondo articolo della costituzione dell'Oklahoma), i membri del Tempio Satanico ritirarono la propria richiesta.

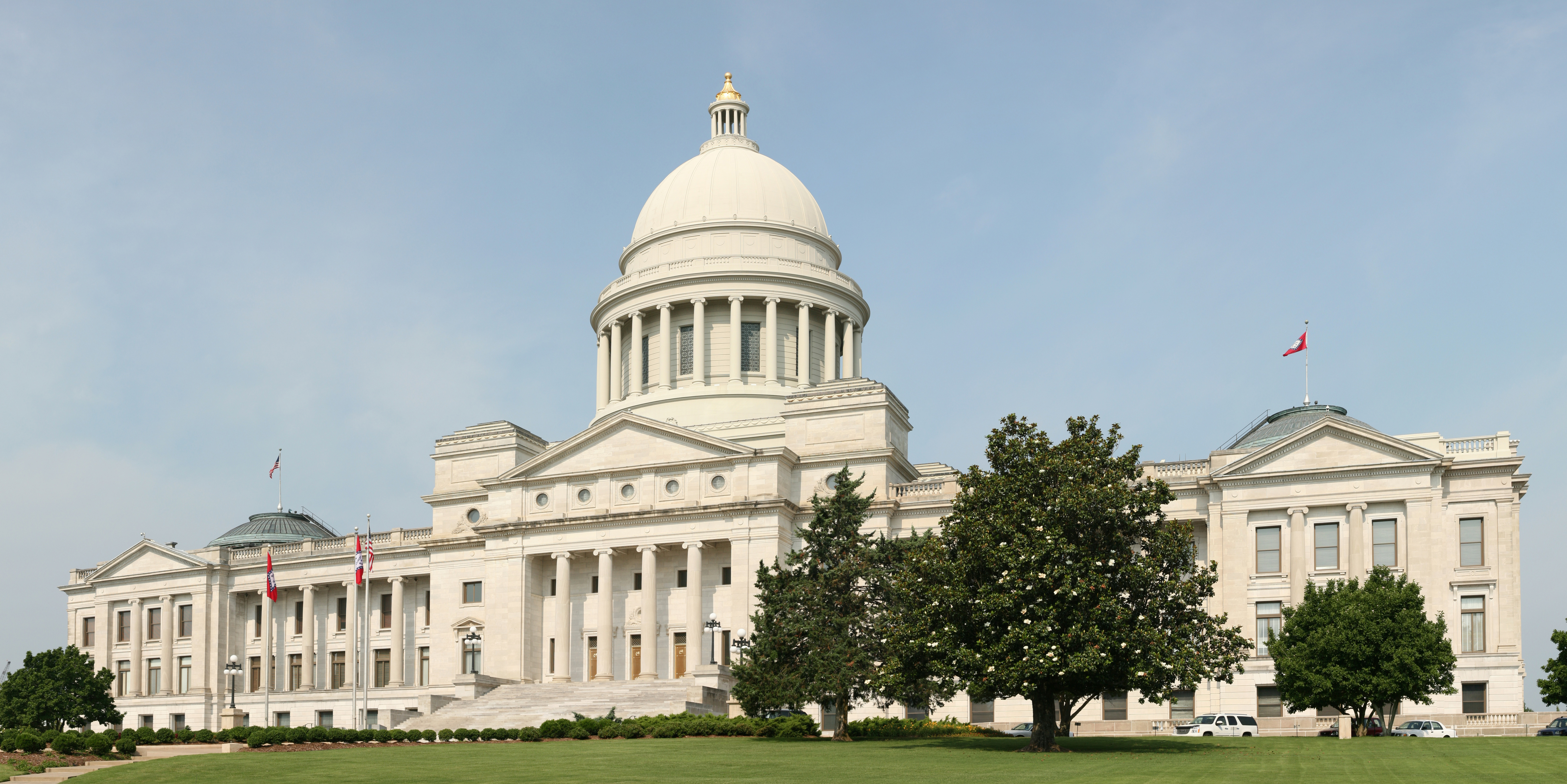
Il Campidoglio dell'Arkansas, davanti al quale la scultura venne esposta nel 2018.

Il 16 agosto 2018, la statua venne esposta su un camion a pianale ribassato di fronte al Campidoglio dell'Arkansas per un evento realizzato per protestare contro l'erezione di un nuovo monumento ai Dieci Comandamenti presso il Campidoglio arcansano. Dopo che la richiesta formale di installare il Bafometto venne rifiutata, in violazione della clausola di uguale protezione del XIV emendamento della costituzione statunitense, venne concesso ai membri del Tempio Satanico di agire per contestare il monumento ai Dieci Comandamenti.

## Descrizione
La statua è alta 2,6 metri (8,5 piedi) e raffigura l'idolo pagano in trono, davanti a una stele sulla quale è inciso un pentagramma. L'aspetto del demone è ispirato alla celebre illustrazione realizzata dall'esoterista francese Eliphas Lévi e ne condivide la posa. La creatura possiede una testa caprina e due ali piumate. Sulla fronte è presente un pentagramma. Accanto a lui si trovano due bambini, una femmina e un maschio, che alzano la testa verso di lui.

## Nella cultura di massa
Nel novembre del 2018, il Tempio Satanico citò in giudizio l'azienda Netflix per aver usato una statua simile al Bafometto nella serie televisiva Le terrificanti avventure di Sabrina. Il caso venne risolto in via extragiudiziale e il Tempio Satanico sarebbe stato accreditato per l'ispirazione della statua nelle ritrasmissioni successive del programma.